# 事務次官等の一覧
事務次官等の一覧（じむじかんとうのいちらん）は、日本の明治以降、大正・昭和・平成・令和に至る現代までの次官・事務次官等（金融庁長官、警察庁長官等次官・事務次官と同格とされた官職を含む）にあった者の一覧である。

## 内閣府事務次官
（内閣府事務次官。他に総理府総務副長官（事務担当）、総理府次長を含む）

### 内閣府事務次官
| 代数 | 氏名       | 就任日                     | 退任日                     | 出身官庁   | 前職                           | 備考 |
| ---- | ---------- | -------------------------- | -------------------------- | ---------- | ------------------------------ | --- |
| 1    | 河野昭     | 2001年（平成13年）01月06日 | 2002年（平成14年）01月08日 | 総理府     | 中央省庁等改革推進本部事務局長 | 初代 |
| 2    | 河出英治   | 2002年（平成14年）01月08日 | 2004年（平成16年）07月01日 | 経済企画庁 | 内閣府審議官                   | |
| 3    | 江利川毅   | 2004年（平成16年）07月01日 | 2006年（平成18年）07月28日 | 厚生省     | 内閣府大臣官房長               | 厚生労働事務次官：2007(平成19)-2009(平成21)年 人事院総裁：2009(平成21)-2012(平成24)年 埼玉県立大学理事長：2014(平成26)年- |
| 4    | 内田俊一   | 2006年（平成18年）07月28日 | 2008年（平成20年）07月01日 | 建設省     | 内閣広報官                     | 消費者庁初代長官：2009(平成21)-2010(平成22)年                                                                             |
| 5    | 山本信一郎 | 2008年（平成20年）07月01日 | 2009年（平成21年）07月07日 | 自治省     | 内閣府大臣官房長               | 宮内庁次長：2012(平成24)年-2016(平成28)年 宮内庁長官：2016(平成28)年-                                                     |
| 6    | 浜野潤     | 2009年（平成21年）07月07日 | 2012年（平成24年）01月10日 | 経済企画庁 | 内閣府大臣官房長               | 大原記念労働科学研究所理事長、クラレ取締役、電通顧問、電通総研上席フェロー                                                |
| 7    | 松元崇     | 2012年（平成24年）01月10日 | 2014年（平成26年）01月10日 | 大蔵省     | 内閣府大臣官房長               | 国家公務員共済組合連合会理事長                                                                                            |
| 8    | 松山健士   | 2014年（平成26年）01月10日 | 2016年（平成28年）06月17日 | 経済企画庁 | 内閣府大臣官房長               | 日本総合研究所顧問、総務省参与                                                                                            |
| 9    | 西川正郎   | 2016年（平成28年）06月17日 | 2017年（平成29年）07月11日 | 経済企画庁 | 内閣府審議官                   | 一橋大学大学院経済学研究科教授                                                                                            |
| 10   | 河内隆     | 2017年（平成29年）07月11日 | 2019年（平成31年）01月15日 | 自治省     | 内閣府大臣官房長               | 鉄道建設・運輸施設整備支援機構理事長                                                                                      |
| 11   | 山﨑重孝   | 2019年（平成31年）01月15日 | 2021年（令和3年）09月1日   | 自治省     | 内閣官房内閣審議官             | 内閣官房参与・皇室制度連絡調整総括官                                                                                      |
| 12   | 田和宏     | 2021年（令和3年）09月1日   | 2024年（令和6年）07月5日   | 経済企画庁 | 内閣府審議官                   | |
| 13   | 井上裕之   | 2024年（令和6年）07月5日   | 現職                       | 大蔵省     | 内閣府審議官                   | |

### 総理府総務副長官（事務担当）
| 氏名       | 就任日                 | 退任日                 | 出身官庁 | 前職                                          | 備考 |
| ---------- | ---------------------- | ---------------------- | -------- | --------------------------------------------- | --- |
| 藤原節夫   | 1957(昭和32)年08月01日 | 1958(昭和33)年04月22日 | 民間出身 | 自由民主党事務局長                            | 初代。戦前は時事新報・読売新聞記者、 平沼騏一郎司法大臣秘書官を歴任。 衆議院議員：1960(昭和35)年-1963(昭和38)年、1期 |
| 上村健太郎 | 1958(昭和33)年04月22日 | 1958(昭和33)年06月17日 | 内務省   | 調達庁長官                                    | 警視庁特別高等警察部長：1945(昭和20)年4月-8月 初代航空幕僚長：1954(昭和29)-1956(昭和31)年 調達庁長官：1957(昭和32)-1958(昭和33)年 日本道路公団総裁：1962(昭和37)-1966(昭和41)年を歴任。                                           |
| 佐藤朝生   | 1958(昭和33)年06月17日 | 1962(昭和37)年05月08日 | 内務省   | 人事院事務総長： 1948(昭和23)- 1958(昭和33)年 | |
| 古屋亨     | 1962(昭和37)年05月08日 | 1966(昭和41)年11月22日 | 内務省   | 内閣官房内閣調査室長                          | 初代内閣調査室長：1957(昭和32)-1962(昭和37)年 衆議院議員：1967(昭和42)-1990(平成2)年、8期 自治大臣・国家公安委員会委員長：1984(昭和59)-1985(昭和60)年 兼職を歴任。                                                                |
| 堀秀夫     | 1966(昭和41)年11月24日 | 1968(昭和43)年02月02日 |          | 労働事務次官                                  | 労働事務次官：1963(昭和38)-1966(昭和41)年 雇用促進事業団理事長を歴任。 |
| 弘津恭輔   | 1968(昭和43)年02月02日 | 1969(昭和44)年08月12日 | 内務省   |                                               | |
| 岩倉規夫   | 1969(昭和44)年08月12日 | 1971(昭和46)年01月08日 | 内務省   | 総理府賞勲局長                                | 国立公文書館長：1971(昭和46)-1981(昭和56)年 |
| 栗山廉平   | 1971(昭和46)年01月08日 | 1972(昭和47)年12月22日 |          |                                               | |
| 宮崎清文   | 1972(昭和47)年12月22日 | 1974(昭和49)年11月11日 | 内務省   |                                               | |
| 皆川迪夫   | 1974(昭和49)年11月11日 | 1976(昭和51)年10月01日 | 内務省   |                                               | |
| 秋山進     | 1976(昭和51)年10月01日 | 1978(昭和53)年04月07日 |          |                                               | |
| 秋富公正   | 1978(昭和53)年04月07日 | 1979(昭和54)年11月09日 |          |                                               | 新東京国際空港公団総裁：1983(昭和58)-1988(昭和63)年 |
| 菅野弘夫   | 1979(昭和54)年11月10日 | 1981(昭和56)年01月23日 | 人事院   |                                               | 国立公文書館長：1981(昭和56)-1989(平成元)年 宮内庁東宮大夫：1989(平成元)-1994(平成6)年 |
| 川村皓章   | 1981(昭和56)年01月23日 | 1982(昭和57)年08月27日 |          |                                               | |
| 山地進     | 1982(昭和57)年08月27日 | 1984(昭和59)年07月01日 | 運輸省   |                                               | 総理府の主要機能を移管した総務庁の発足に伴い 初代総務事務次官に横滑り （総務副長官は廃止、 総理府の所管事項を管轄するため次官級の総理府次長が新設）。 日本航空社長：1985(昭和60)-1990(平成2)年 同会長：1991(平成3)-1998(平成10)年 |

### 総理府次長
| 氏名       | 就任日                 | 退任日                 | 出身官庁 | 前職                                                                                        | 備考 |
| ---------- | ---------------------- | ---------------------- | -------- | ------------------------------------------------------------------------------------------- | ---- |
| 禿河徹映   | 1984(昭和59)年07月01日 | 1985(昭和60)年07月01日 | 大蔵省   | 内閣官房内閣審議室長                                                                        | 初代 |
| 藤井良二   | 1985(昭和60)年07月01日 | 1987(昭和62)年06月01日 |          |                                                                                             |      |
| 海老原義彦 | 1987(昭和62)年06月01日 | 1989(平成元)年03月01日 | 人事院   | 総理府賞勲局長 参議院議員：1995(平成7)-2001(平成13)年、1期 総務総括政務次官：2000(平成12)年 |      |
| 小谷宏三   | 1989(平成元)年03月01日 | 1991(平成03)年06月20日 |          |                                                                                             |      |
| 稲橋一正   | 1991(平成03)年06月20日 | 1993(平成05)年06月29日 |          |                                                                                             |      |
| 文田久雄   | 1993(平成05)年06月29日 | 1995(平成07)年01月10日 | 人事院   | 総理府賞勲局長                                                                              |      |
| 高岡完治   | 1995(平成07)年01月10日 | 1996(平成08)年07月05日 | 人事院   | 総理府日本学術会議事務局長                                                                  |      |
| 石出宗秀   | 1996(平成08)年07月05日 | 1998(平成10)年01月09日 | 運輸省   | 総理府賞勲局長                                                                              |      |
| 平野治生   | 1998(平成10)年01月09日 | 2000(平成12)年01月11日 |          |                                                                                             |      |
| 安藤昌広   | 2000(平成12)年01月11日 | 2001(平成13)年01月06日 | 総理府   | 総理府賞勲局長                                                                              |      |

### 経済企画事務次官
（経済審議庁次長・経済企画庁次長含む）

### 沖縄開発事務次官
（沖縄開発庁の事務次官）

## デジタル庁デジタル監
（デジタル庁のデジタル監）

## 復興庁事務次官
（復興庁の事務次官）
| 代 | 氏名     | 就任日        | 退任日        | 出身官庁 | 前職                             |
| -- | -------- | ------------- | ------------- | -------- | -------------------------------- |
| 1  | 峰久幸義 | 2012年2月10日 | 2013年2月1日  | 建設省   | 東日本大震災復興対策本部事務局長 |
| 2  | 中島正弘 | 2013年2月1日  | 2014年1月28日 | 建設省   | 国土交通省総合政策局長           |
| 3  | 原田保夫 | 2014年1月28日 | 2015年3月30日 | 建設省   | 国土交通審議官                   |
| 4  | 岡本全勝 | 2015年3月30日 | 2016年6月17日 | 自治省   | 復興庁統括官                     |
| 5  | 西脇隆俊 | 2016年6月17日 | 2017年7月11日 | 建設省   | 国土交通審議官                   |
| 6  | 関博之   | 2017年7月11日 | 2018年7月27日 | 自治省   | 復興庁統括官                     |
| 7  | 加藤久喜 | 2018年7月27日 | 2019年7月9日  | 建設省   | 復興庁統括官                     |
| 8  | 末宗徹郎 | 2019年7月9日  | 2020年7月20日 | 自治省   | 復興庁統括官                     |
| 9  | 由木文彦 | 2020年7月20日 | 2021年7月1日  | 建設省   | 国土交通審議官                   |
| 10 | 開出英之 | 2021年7月1日  | 2022年6月28日 | 自治省   | 復興庁統括官                     |
| 11 | 石田優   | 2022年6月28日 | 2023年7月4日  | 建設省   | 国土交通審議官                   |
| 12 | 角田隆   | 2023年7月4日  | 2024年7月5日  | 大蔵省   | 復興庁統括官                     |
| 13 | 宇野善昌 | 2024年7月5日  | 2025年7月1日  | 建設省   | 復興庁統括官                     |
| 14 | 山野謙   | 2025年7月1日  | 現職          | 自治省   | 復興庁統括官                     |

## 内務次官
（内務省の次官・総務長官）

## 総務事務次官
（行政管理庁次長・行政管理事務次官・総務庁時代の総務事務次官含む）

### 行政管理庁次長
| 氏名       | 就任日                 | 退任日                 | 出身官庁 | 前職 | 備考     |
| ---------- | ---------------------- | ---------------------- | -------- | ---- | -------- |
| 大野木克彦 | 1948(昭和23)年10月15日 | 1954(昭和29)年07月15日 |          |      | 京大法卒 |
| 山中徳二   | 1954(昭和29)年07月15日 | 1957(昭和32)年08月09日 | 外務省   |      |          |

### 行政管理事務次官
| 氏名       | 就任日                 | 退任日                 | 出身官庁   | 前職 | 備考                               |
| ---------- | ---------------------- | ---------------------- | ---------- | ---- | ---------------------------------- |
| 岡松進次郎 | 1957(昭和32)年08月09日 | 1959(昭和34)年04月01日 |            |      |                                    |
| 犬丸実     | 1959(昭和34)年04月01日 | 1963(昭和38)年12月14日 |            |      |                                    |
| 山口酉     | 1963(昭和38)年12月14日 | 1965(昭和40)年05月31日 | 内務省     |      | 早大法卒                           |
| 山口一夫   | 1965(昭和40)年05月31日 | 1967(昭和42)年02月03日 |            |      |                                    |
| 井原敏之   | 1967(昭和42)年02月03日 | 1967(昭和42)年08月19日 |            |      |                                    |
| 稲木進     | 1967(昭和42)年08月19日 | 1968(昭和43)年06月01日 |            |      | 京大法卒                           |
| 大国彰     | 1968(昭和43)年06月01日 | 1971(昭和46)年07月15日 | 拓務省     |      |                                    |
| 岡内豊     | 1971(昭和46)年07月15日 | 1972(昭和47)年01月25日 | 関東州庁   |      | 京大法卒                           |
| 河合三良   | 1972(昭和47)年01月25日 | 1974(昭和49)年08月06日 |            |      |                                    |
| 平井迪郎   | 1974(昭和49)年08月06日 | 1976(昭和51)年05月28日 |            |      | 大蔵省主計局次長                   |
| 小田村四郎 | 1976(昭和51)年05月28日 | 1978(昭和53)年07月07日 | 大蔵省     |      | 日銀政策委員、内閣官房内閣審議室長 |
| 辻敬一     | 1978(昭和53)年07月07日 | 1980(昭和55)年06月17日 | 大蔵省     |      | 大蔵省主計局次長、会計検査院長     |
| 加地夏雄   | 1980(昭和55)年06月17日 | 1983(昭和58)年04月12日 |            |      | 京大法卒                           |
| 佐倉尚     | 1983(昭和58)年04月12日 | 1984(昭和59)年06月30日 | 行政管理庁 |      | 行政管理庁廃止→総務庁へ、東大工卒  |

### 自治事務次官
（自治省の事務次官。自治庁時代の次長・自治事務次官含む） 

### 郵政事務次官
（郵政省の事務次官。逓信次官・電気通信事務次官も含む）
逓信次官
| 氏名     | 就任日                 | 退任日                 | 前職 | 備考                             |
| -------- | ---------------------- | ---------------------- | ---- | -------------------------------- |
| 野村靖   | 1886(明治19)年03月03日 | 1888(明治21)年11月20日 |      | 初代逓信次官、内務大臣、逓信大臣 |
| 前島密   | 1888(明治21)年11月20日 | 1891(明治24)年07月23日 |      | 「日本近代郵便の父」             |
| 河津祐之 | 1891(明治24)年07月23日 | 1893(明治26)年03月22日 |      |                                  |
| 鈴木大亮 | 1893(明治26)年03月22日 | 1898(明治31)年01月17日 |      |                                  |
| 田健治郎 | 1898(明治31)年01月17日 | 1898(明治31)年07月05日 |      | 農商務大臣                       |
| 箕浦勝人 | 1898(明治31)年07月05日 | 1898(明治31)年11月09日 |      |                                  |
| 古市公威 | 1898(明治31)年11月09日 | 1900(明治33)年05月20日 |      |                                  |

逓信総務長官
| 氏名     | 就任日                 | 退任日                 | 前職 | 備考 |
| -------- | ---------------------- | ---------------------- | ---- | ---- |
| 古市公威 | 1900(明治33)年05月20日 | 1900(明治33)年10月31日 |      |      |
| 田健治郎 | 1900(明治33)年10月31日 | 1901(明治34)年06月07日 |      |      |
| 浅田徳則 | 1901(明治34)年06月07日 | 1903(明治36)年09月23日 |      |      |
| 田健治郎 | 1903(明治36)年09月23日 | 1903(明治36)年12月05日 |      |      |

逓信次官
| 氏名       | 就任日                 | 退任日                 | 前職 | 備考                                                         |
| ---------- | ---------------------- | ---------------------- | ---- | ------------------------------------------------------------ |
| 田健治郎   | 1903(明治36)年12月05日 | 1906(明治39)年01月08日 |      |                                                              |
| 仲小路廉   | 1906(明治39)年01月08日 | 1911(明治44)年09月01日 |      | 農商務大臣                                                   |
| 小松謙次郎 | 1911(明治44)年09月01日 | 1912(大正元)年12月24日 |      |                                                              |
| 濱口雄幸   | 1912(大正元)年12月24日 | 1913(大正02)年02月24日 |      | 内閣総理大臣                                                 |
| 犬塚勝太郎 | 1913(大正02)年02月24日 | 1914(大正03)年04月17日 |      | 農商務次官、内務官僚                                         |
| 中谷弘吉   | 1914(大正03)年04月17日 | 1914(大正03)年11月20日 |      |                                                              |
| 湯河元臣   | 1914(大正03)年11月20日 | 1917(大正06)年02月13日 |      |                                                              |
| 内田嘉吉   | 1917(大正06)年02月13日 | 1918(大正07)年09月30日 |      | 台湾総督                                                     |
| 中西清一   | 1918(大正07)年09月30日 | 1919(大正08)年04月12日 |      | 南満州鉄道副総裁                                             |
| 秦豊助     | 1919(大正08)年04月12日 | 1922(大正11)年06月14日 |      | 拓務大臣                                                     |
| 若宮貞夫   | 1922(大正11)年06月14日 | 1924(大正13)年01月09日 |      | 立憲政友会幹事長                                             |
| 米田奈良吉 | 1924(大正13)年01月09日 | 1924(大正13)年06月13日 |      |                                                              |
| 桑山鉄男   | 1924(大正13)年06月13日 | 1929(昭和04)年07月08日 |      |                                                              |
| 今井田清徳 | 1929(昭和04)年07月08日 | 1931(昭和06)年06月19日 |      |                                                              |
| 大橋八郎   | 1931(昭和06)年06月19日 | 1936(昭和11)年01月11日 |      | 内閣書記官長、日本放送協会会長（戦前）、日本電信電話公社総裁 |
| 富安謙次   | 1936(昭和11)年01月11日 | 1937(昭和12)年05月25日 |      |                                                              |
| 平沢要     | 1937(昭和12)年05月25日 | 1938(昭和13)年01月11日 |      |                                                              |
| 小野猛     | 1938(昭和13)年01月11日 | 1939(昭和14)年03月29日 |      |                                                              |
| 大和田悌二 | 1939(昭和14)年03月29日 | 1940(昭和15)年08月02日 |      | 日本曹達社長、日本電信電話公社経営委員長                     |
| 山田龍雄   | 1940(昭和15)年08月02日 | 1941(昭和16)年10月23日 |      |                                                              |
| 手島栄     | 1941(昭和16)年10月23日 | 1943(昭和18)年10月25日 |      | 郵政大臣                                                     |
| 小松茂     | 1943(昭和18)年10月25日 | 1943(昭和18)年11月01日 |      |                                                              |
| 鈴木恭一   | 1946(昭和21)年07月01日 | 1949(昭和24)年06月01日 |      | 参議院議員                                                   |

電気通信事務次官
| 氏名     | 就任日                 | 退任日                 | 前職 | 備考                                     |
| -------- | ---------------------- | ---------------------- | ---- | ---------------------------------------- |
| 鈴木恭一 | 1949(昭和24)年06月01日 | 1950(昭和25)年03月09日 |      |                                          |
| 靱勉     | 1950(昭和25)年03月09日 | 1952(昭和27)年07月31日 |      | 日本電信電話公社副総裁、国際電信電話社長 |

郵政事務次官

## 法務事務次官
（法務省の事務次官。司法次官、法務総裁官房長（法務庁・法務府含む））
法務事務次官
司法次官
司法次官は、司法行政を担当していた司法省の事務方トップである。
| 氏名         | 就任日                 | 退任日                 | 前職 | 備考                                                      |
| ------------ | ---------------------- | ---------------------- | ---- | --------------------------------------------------------- |
| 三好退蔵     | 1886(明治19)年03月04日 | 1888(明治21)年11月09日 |      | 大審院検事長改め初代検事総長、第9代大審院長、慶應義塾出身 |
| 箕作麟祥     | 1888(明治21)年11月09日 | 1891(明治24)年06月03日 |      | 蕃書調所出身                                              |
| 三好退蔵     | 1891(明治24)年06月03日 | 1892(明治25)年08月20日 |      |                                                           |
| 清浦奎吾     | 1892(明治25)年08月22日 | 1896(明治29)年09月26日 |      | 第23代内閣総理大臣、咸宜園出身                            |
| 横田国臣     | 1896(明治29)年10月07日 | 1898(明治31)年06月28日 |      | 大審院長・検事総長、慶應義塾出身                          |
| 高木豊三     | 1898(明治31)年06月28日 | 1898(明治31)年07月05日 |      | 司法省法学校卒                                            |
| 山田喜之助   | 1898(明治31)年07月05日 | 1898(明治31)年09月02日 |      | 東大法卒                                                  |
| 中村弥六     | 1898(明治31)年09月02日 | 1898(明治31)年11月08日 |      | 開成学校卒                                                |
| 小松原英太郎 | 1898(明治31)年11月24日 | 1899(明治32)年04月07日 |      | 慶應義塾出身                                              |
| 波多野敬直   | 1899(明治32)年04月15日 | 1900(明治33)年05月20日 |      | 大学南校卒                                                |

司法総務長官
| 氏名       | 就任日                 | 退任日                 | 前職 | 備考         |
| ---------- | ---------------------- | ---------------------- | ---- | ------------ |
| 波多野敬直 | 1900(明治33)年05月20日 | 1903(明治36)年09月22日 |      |              |
| 石渡敏一   | 1903(明治36)年09月23日 | 1903(明治36)年12月05日 |      | 東大英法科卒 |

司法次官
| 氏名       | 就任日                 | 退任日                 | 前職 | 備考                                         |
| ---------- | ---------------------- | ---------------------- | ---- | -------------------------------------------- |
| 石渡敏一   | 1903(明治36)年12月05日 | 1906(明治39)年01月07日 |      |                                              |
| 河村譲三郎 | 1906(明治39)年01月08日 | 1911(明治44)年09月06日 |      | 司法省法学校卒                               |
| 平沼騏一郎 | 1911(明治44)年09月06日 | 1912(大正元)年12月21日 |      | 大審院長、検事総長、内閣総理大臣、枢密院議長 |
| 小山温     | 1912(大正元)年12月21日 | 1914(大正03)年04月18日 |      |                                              |
| 鈴木喜三郎 | 1914(大正03)年04月18日 | 1921(大正10)年10月05日 |      | 検事総長。内務大臣、第7代立憲政友会総裁      |
| 山内確三郎 | 1921(大正10)年10月05日 | 1924(大正13)年01月09日 |      |                                              |
| 林頼三郎   | 1924(大正13)年01月09日 | 1927(昭和02)年04月24日 |      | 大審院長・検事総長、東京法学院出身           |
| 小原直     | 1927(昭和02)年04月24日 | 1931(昭和06)年12月21日 |      | 司法大臣                                     |
| 皆川治広   | 1931(昭和06)年12月21日 | 1934(昭和09)年07月14日 |      |                                              |
| 金山季逸   | 1934(昭和09)年07月14日 | 1935(昭和10)年05月13日 |      |                                              |
| 長島毅     | 1935(昭和10)年05月13日 | 1937(昭和12)年12月27日 |      | 大審院長                                     |
| 岩村通世   | 1937(昭和12)年12月27日 | 1940(昭和15)年01月17日 |      | 検事総長、司法大臣                           |
| 三宅正太郎 | 1940(昭和15)年01月19日 | 1941(昭和16)年09月19日 |      | 初代中央労働委員会会長                       |
| 大森洪太   | 1941(昭和16)年09月19日 | 1944(昭和19)年09月15日 |      |                                              |
| 黒川渉     | 1944(昭和19)年09月15日 | 1945(昭和20)年09月08日 |      |                                              |
| 坂野千里   | 1945(昭和20)年09月08日 | 1946(昭和21)年02月08日 |      |                                              |
| 谷村唯一郎 | 1946(昭和21)年02月09日 | 1947(昭和22)年06月10日 |      | 最高裁判所判事、弁護士出身、中大法卒         |
| 佐藤藤佐   | 1947(昭和22)年06月10日 | 1948(昭和23)年02月14日 |      | 最後の司法次官。検事総長                     |

法務総裁官房長（法務庁）
| 氏名                 | 就任日                 | 退任日                 | 前職 | 備考 |
| -------------------- | ---------------------- | ---------------------- | ---- | ---- |
| 田中治彦             | 1948(昭和23)年02月15日 | 1948(昭和23)年11月24日 |      |      |
| 佐藤藤佐（事務取扱） | 1948(昭和23)年11月24日 | 1949(昭和24)年05月31日 |      |      |

法務総裁官房長（法務府）
| 氏名                 | 就任日                 | 退任日                 | 前職 | 備考 |
| -------------------- | ---------------------- | ---------------------- | ---- | ---- |
| 佐藤藤佐（事務取扱） | 1949(昭和24)年06月01日 | 1949(昭和24)年06月09日 |      |      |
| 柳川真文             | 1949(昭和24)年06月09日 | 1952(昭和27)年07月31日 |      |      |

## 外務事務次官（外務次官）
（外務省の事務次官。次官、総務長官を含む）

### 外務次官
| 氏名       | 就任日                 | 退任日                 | 前職                   | 備考                                                                        |
| ---------- | ---------------------- | ---------------------- | ---------------------- | --------------------------------------------------------------------------- |
| 青木周蔵   | 1886(明治19)年03月04日 | 1889(明治22)年12月24日 | 外務大輔               |                                                                             |
| 岡部長職   | 1889(明治22)年12月26日 | 1891(明治24)年06月15日 | 駐イギリス臨時代理公使 | 司法大臣                                                                    |
| 林董       | 1891(明治24)年06月15日 | 1895(明治28)年05月21日 | 兵庫県知事             | 外務大臣：1906(明治39)-1908(明治41)年 逓信大臣：1911(明治44)-1912(大正元)年 |
| 原敬       | 1895(明治28)年05月21日 | 1896(明治29)年06月11日 | 外務省通商局長         | 内閣総理大臣：1918(大正7)-1921(大正10)年                                    |
| 小村寿太郎 | 1896(明治29)年06月11日 | 1898(明治31)年09月13日 | 駐韓弁理公使           | 外務大臣：1901(明治34)-1906(明治39)年、 1908(明治41)-1911(明治44)年         |
| 鳩山和夫   | 1898(明治31)年09月13日 | 1898(明治31)年11月08日 |                        | 衆議院議長・外務省在任中                                                    |
| 都筑馨六   | 1898(明治31)年11月08日 | 1899(明治32)年04月20日 |                        |                                                                             |
| 高平小五郎 | 1899(明治32)年06月17日 | 1900(明治33)年05月20日 |                        |                                                                             |

外務総務長官
| 氏名       | 就任日                 | 退任日                 | 前職 | 備考                                                             |
| ---------- | ---------------------- | ---------------------- | ---- | ---------------------------------------------------------------- |
| 高平小五郎 | 1900(明治33)年05月20日 | 1900(明治33)年06月16日 |      |                                                                  |
| 浅田徳則   | 1900(明治33)年06月16日 | 1900(明治33)年10月19日 |      | 兼官房長、逓信総務長官                                           |
| 内田康哉   | 1900(明治33)年10月22日 | 1901(明治34)年09月21日 |      | 外務大臣、内閣総理大臣臨時代理（加藤内閣）、12代目南満州鉄道総裁 |
| 珍田捨巳   | 1901(明治34)年11月27日 | 1903(明治36)年12月05日 |      | 駐米大使、侍従長                                                 |

外務次官
| 氏名             | 就任日                 | 退任日                 | 前職 | 備考                                          |
| ---------------- | ---------------------- | ---------------------- | ---- | --------------------------------------------- |
| 珍田捨巳         | 1903(明治36)年12月05日 | 1906(明治39)年06月06日 |      |                                               |
| 内田康哉         | 1906(明治39)年06月06日 | 1907(明治40)年02月26日 |      |                                               |
| 珍田捨巳         | 1907(明治40)年02月26日 | 1908(明治41)年06月06日 |      |                                               |
| 石井菊次郎       | 1908(明治41)年06月06日 | 1912(明治45)年05月08日 |      | 駐米大使                                      |
| 倉知鉄吉         | 1912(明治45)年05月08日 | 1913(大正02)年02月01日 |      | 政務局長時代に日韓併合閣議原案提出 貴族院議員 |
| 松井慶四郎       | 1913(大正02)年02月01日 | 1915(大正04)年10月29日 |      | 外務大臣                                      |
| 幣原喜重郎       | 1915(大正04)年10月29日 | 1919(大正08)年09月11日 |      | 内閣総理大臣                                  |
| 埴原正直         | 1919(大正08)年09月11日 | 1922(大正11)年12月23日 |      | 駐米大使、東京専門学校卒                      |
| 田中都吉         | 1922(大正11)年12月23日 | 1923(大正12)年09月26日 |      | 駐ソ大使、東京高商卒                          |
| 松平恒雄         | 1923(大正12)年09月26日 | 1924(大正13)年12月18日 |      | 駐米大使、初代参議院議長                      |
| 出淵勝次         | 1924(大正13)年12月18日 | 1928(昭和03)年07月24日 |      | 駐米大使、東京高商卒                          |
| 吉田茂           | 1928(昭和03)年07月24日 | 1930(昭和05)年12月06日 |      | 内閣総理大臣                                  |
| 永井松三         | 1930(昭和05)年12月06日 | 1932(昭和07)年05月10日 |      | 駐独大使                                      |
| 有田八郎         | 1932(昭和07)年05月10日 | 1933(昭和08)年05月16日 |      | 外務大臣                                      |
| 重光葵           | 1933(昭和08)年05月16日 | 1936(昭和11)年04月10日 |      | 外務大臣                                      |
| 堀内謙介         | 1936(昭和11)年04月10日 | 1938(昭和13)年10月15日 |      | 駐米大使、駐中華民国大使                      |
| 沢田廉三         | 1938(昭和13)年10月15日 | 1939(昭和14)年09月26日 |      | 国連大使                                      |
| 谷正之           | 1939(昭和14)年09月26日 | 1940(昭和15)年07月25日 |      | 外務大臣、駐中国大使（在任中終戦）、駐米大使  |
| 松宮順（心得）   | 1940(昭和15)年07月25日 | 1940(昭和15)年08月19日 |      |                                               |
| 大橋忠一（心得） | 1940(昭和15)年08月19日 | 1940(昭和15)年11月12日 |      | 駐カンボジア大使                              |
| 大橋忠一         | 1940(昭和15)年11月12日 | 1941(昭和16)年07月21日 |      |                                               |
| 山本熊一（心得） | 1941(昭和16)年07月21日 | 1941(昭和16)年08月15日 |      |                                               |
| 天羽英二         | 1941(昭和16)年08月15日 | 1941(昭和16)年10月21日 |      | 情報局総裁、東京高商卒                        |
| 西春彦           | 1941(昭和16)年10月21日 | 1942(昭和17)年09月01日 |      | 駐英大使                                      |
| 山本熊一（心得） | 1942(昭和17)年09月01日 | 1942(昭和17)年09月18日 |      |                                               |
| 山本熊一         | 1942(昭和17)年09月18日 | 1942(昭和17)年11月01日 |      |                                               |
| 松本俊一         | 1942(昭和17)年11月01日 | 1944(昭和19)年10月21日 |      | 駐英大使                                      |
| 沢田廉三         | 1944(昭和19)年10月21日 | 1945(昭和20)年05月13日 |      |                                               |
| 松本俊一         | 1945(昭和20)年05月13日 | 1945(昭和20)年09月25日 |      | 在任中に終戦                                  |
| 河相達夫（兼務） | 1945(昭和20)年09月25日 | 1945(昭和20)年10月01日 |      | 兼情報局総裁                                  |
| 田尻愛義（兼務） | 1945(昭和20)年10月01日 | 1945(昭和20)年10月31日 |      | 大東亜次官 東京高商卒                         |
| 松嶋鹿夫         | 1945(昭和20)年10月31日 | 1946(昭和21)年05月31日 |      | 兼終戦連絡中央事務局次長 東京高商卒           |
| 寺崎太郎         | 1946(昭和21)年05月31日 | 1947(昭和22)年02月04日 |      |                                               |
| 岡崎勝男         | 1947(昭和22)年02月04日 | 1948(昭和23)年01月31日 |      | 内閣官房長官、外務大臣、東大経卒              |
| 吉沢清次郎       | 1948(昭和23)年01月31日 | 1948(昭和23)年10月20日 |      | 駐印大使、東大経卒                            |
| 岡崎勝男         | 1948(昭和23)年10月20日 | 1948(昭和23)年12月07日 |      |                                               |
| 太田一郎         | 1948(昭和23)年12月07日 | 1949(昭和24)年06月01日 |      |                                               |

## 財務事務次官
（財務事務次官。大蔵事務次官・大蔵次官を含む）

### 次官経験者の退官後の経歴
政界
- 渡辺国武 - 大蔵大臣、逓信大臣
- 市来乙彦 - 大蔵大臣、東京市長、日本銀行総裁
- 阪谷芳郎 - 大蔵大臣、東京市長
- 若槻禮次郎 - 内閣総理大臣
- 勝田主計 - 朝鮮銀行総裁、貴族院議員、大蔵大臣、文部大臣
- 濱口雄幸 - 内閣総理大臣
- 河田烈 - 大蔵大臣、内閣書記官長。日華平和条約全権
- 津島寿一 - 大蔵大臣、防衛庁長官
- 賀屋興宣 - 法務大臣
- 石渡荘太郎 - 大蔵大臣、内閣書記官長、宮内大臣
- 広瀬豊作 - 大蔵大臣
- 池田勇人 - 内閣総理大臣、京大法卒
- 野田卯一 - 建設大臣、野田聖子の祖父
- 佐藤一郎 - 経済企画庁長官
- 鳩山威一郎 - 外務大臣
- 相澤英之 - 金融再生委員会委員長

日本銀行総裁
- 山際正道 - 日本輸出入銀行総裁、東大経卒
- 森永貞一郎 - 日本輸出入銀行総裁・東京証券取引所理事長
- 澄田智 - 日本輸出入銀行総裁・日本ユニセフ協会会長
- 松下康雄 - 就任前さくら銀行頭取

東京証券取引所理事長
- 谷村裕 - 公正取引委員会委員長
- 竹内道雄 - 日本輸出入銀行総裁
- 長岡實 - 日本専売公社総裁改め初代日本たばこ産業社長
- 山口光秀 - 海外経済協力基金総裁から日本輸出入銀行総裁。日銀総裁の座を固辞

公正取引委員会委員長
- 長沼弘毅 - 初代大蔵事務次官
- 高橋元 - 日本開発銀行総裁。30歳近くで入省
- 小粥正巳 - 日本開発銀行総裁から初代日本政策投資銀行総裁
- 杉本和行 - 東京大学公共政策大学院教授、みずほ総合研究所理事長。司法試験合格

横浜銀行頭取
- 吉國二郎 - 元内閣法制局長官・プロ野球コミッショナーであった吉國一郎の弟としても知られる。
- 大倉真隆
- 田中敬
- 平沢貞昭 -
- 小川是 - 日本たばこ産業会長

伝統的に原則として都市銀行は天下り官僚を頭取として迎えないため、事務次官経験者の天下り先商業銀行は、地方銀行最大行である横浜銀行頭取となり、全国地方銀行の利害を代表し（しばしば、社団法人全国地方銀行協会会長に選出される）、当局と折衝することを期待される。
国鉄総裁
- 高木文雄 -

その他の事務次官・次官
- 郷純造 - 初代大蔵次官。次に渡辺就任
- 田尻稲次郎 - 添田の後にも再任（その在任中に総務長官に改称）
- 添田壽一 - 台湾銀行頭取から日本興業銀行総裁。次に田尻、阪谷（阪谷在任中、大蔵次官に改称）、若槻と就任
- 水町袈裟六 - 横浜正金銀行頭取、会計検査院長
- 桜井鉄太郎 - 主税局長から次官心得：1908(明治41)年-、のち関税局長、専売局長官。台湾銀行頭取、神戸市長：1920(大正9)年-。内務官僚
- 橋本圭三郎 - 帝国石油株式会社総裁次に勝田、浜口と就任
- 菅原通敬 - 東洋拓殖株式会社総裁。次に勝田再任、市来と就任
- 神野勝之助 - 貴族院議員
- 西野元 - 日本勧業銀行総裁
- 小野義一 - 理財局長で退官後、政治任用で就任。東京市助役、衆議院議員
- 田昌 - 衆議院議員
- 黒田英雄 - 次の河田を挟んで再任。帝人事件参照
- 藤井真信 - 次の津島を挟んで川越
- 川越丈雄 - 次に賀屋、石渡と就任
- 大野龍太 - 次に広瀬が就任。帝人事件参照
- 谷口恒二 - 1945(昭和20)年5月の東京大空襲にて戦災死
- 松隈秀雄 - 日本専売公社総裁
- 田中豊 - 次に山際就任
- 山田義見 - 次に池田、野田、長沼が就任。長沼の在任中、大蔵事務次官に改称
- 舟山正吉 - 中小企業金融公庫総裁
- 河野一之 - 太陽神戸銀行頭取、三井住友銀行顧問
- 平田敬一郎 - 日本開発銀行総裁。次に森永が就任
- 石田正 - 国民金融公庫総裁から日本輸出入銀行]総裁
- 石原周夫 - 日本開発銀行総裁から海外経済協力基金総裁
- 石野信一 - 太陽神戸銀行頭取。次に佐藤、谷村が就任
- 村上孝太郎 - 次に澄田、鳩山、吉国、相沢、高木、竹内が就任
- 吉瀬維哉 - 日本開発銀行総裁
- 大倉真隆 - 国民金融公庫総裁から日本輸出入銀行総裁。次に長岡が就任
- 田中敬 - 国民金融公庫総裁から日本輸出入銀行総裁。次に高橋、松下、山口が就任
- 吉野良彦 - 国民金融公庫総裁から日本開発銀行総裁。山口と共に日銀総裁の座を蹴った
- 西垣昭 - 海外経済協力基金総裁。次に平沢、小粥が就任
- 保田博 - 日本輸出入銀行総裁から初代国際協力銀行総裁。同期に的場順三
- 尾崎護 - 国民金融公庫改め初代国民生活金融公庫総裁
- 斎藤次郎 - 日本郵政社長。国民福祉税構想。通称デンスケ。
- 篠沢恭助 - 海外経済協力基金総裁・2代目国際協力銀行総裁。次に小川が就任
- 小村武 - 2代目日本政策投資銀行総裁
- 田波耕治 - 内閣官房内閣内政審議室長から異例の昇格。国際協力銀行総裁。司法試験合格
- 薄井信明 - 国民生活金融公庫総裁。小川同様、主税畑出身、東大経卒
- 武藤敏郎 - 財務事務次官に改称。日本銀行副総裁。司法試験合格
- 林正和 - 日本投資者保護基金理事長、東京証券取引所自主規制法人理事長、日本取引所グループ取締役会議長。
- 細川興一 - 新エネルギー財団顧問、日本政策金融公庫副総裁。
- 藤井秀人 - 日本政策投資銀行副社長、京大法卒
- 津田広喜 - 早稲田大学大学院公共経営研究科教授、日本取引所グループ取締役会議長。
- 杉本和行 - 東京大学公共政策大学院教授、みずほ総合研究所理事長、公取委員長。司法試験合格
- 丹呉泰健 - 読売新聞グループ本社社外監査役、内閣官房参与、日本たばこ産業会長。
- 勝栄二郎 - IIJ社長
- 真砂靖 - 日本テレビホールディングス株式会社取締役兼日本テレビ放送網株式会社取締役。司法試験合格
- 木下康司 - コロンビア大学客員研究員、日本政策投資銀行副社長
- 香川俊介 -
- 田中一穂 -
- 佐藤慎一 -

## 文部科学事務次官

### 文部事務次官（文部次官）
（文部省の事務次官。次官、総務長官を含む）
文部次官
| 氏名     | 就任日                 | 退任日                 | 前職 | 備考                               |
| -------- | ---------------------- | ---------------------- | ---- | ---------------------------------- |
| 辻新次   | 1886(明治19)年03月03日 | 1892(明治25)年11月24日 |      |                                    |
| 久保田譲 | 1892(明治25)年11月24日 | 1893(明治26)年03月11日 |      |                                    |
| 牧野伸顕 | 1893(明治26)年03月11日 | 1897(明治30)年05月25日 |      | 内大臣、宮内大臣                   |
| 都筑馨六 | 1897(明治30)年05月25日 | 1897(明治30)年11月12日 |      |                                    |
| 菊池大麓 | 1897(明治30)年11月12日 | 1898(明治31)年05月02日 |      | 第五代東京帝大・第三代京都帝大総長 |
| 小山健三 | 1898(明治31)年05月02日 | 1898(明治31)年07月05日 |      |                                    |
| 柏田盛文 | 1898(明治31)年07月05日 | 1899(明治32)年04月07日 |      |                                    |
| 奥田義人 | 1899(明治32)年04月07日 | 1900(明治33)年05月19日 |      | 拓殖務次官、中央大学創立者の一人   |

文部総務長官
| 氏名     | 就任日                 | 退任日                 | 前職 | 備考                 |
| -------- | ---------------------- | ---------------------- | ---- | -------------------- |
| 奥田義人 | 1900(明治33)年05月20日 | 1900(明治33)年10月24日 |      |                      |
| 梅謙次郎 | 1900(明治33)年10月27日 | 1901(明治34)年06月05日 |      | 法政大学創立者の一人 |
| 岡田良平 | 1901(明治34)年06月05日 | 1903(明治36)年12月05日 |      | 第二代京都帝大総長   |

文部次官
| 氏名               | 就任日                 | 退任日                 | 前職 | 備考                                             |
| ------------------ | ---------------------- | ---------------------- | ---- | ------------------------------------------------ |
| 木場貞長           | 1903(明治36)年12月05日 | 1906(明治39)年01月17日 |      |                                                  |
| 福原鐐二郎（心得） | 1906(明治39)年01月17日 | 1906(明治39)年07月18日 |      | 逓信官僚。東北帝大総長                           |
| 沢柳政太郎         | 1906(明治39)年07月18日 | 1908(明治41)年07月21日 |      | 第五代京都帝大・初代東北帝大総長。成城学園創立者 |
| 岡田良平           | 1908(明治41)年07月21日 | 1911(明治44)年09月01日 |      |                                                  |
| 福原鐐二郎         | 1911(明治44)年09月01日 | 1916(大正05)年10月13日 |      |                                                  |
| 田所美治           | 1916(大正05)年10月13日 | 1918(大正07)年10月01日 |      |                                                  |
| 南弘               | 1918(大正07)年10月01日 | 1922(大正11)年06月14日 |      | 内閣書記官長、台湾総督、逓信大臣、国語審議会会長 |
| 赤司鷹一郎         | 1922(大正11)年06月14日 | 1924(大正13)年01月09日 |      |                                                  |
| 松浦鎮次郎         | 1924(大正13)年01月09日 | 1927(昭和02)年04月26日 |      |                                                  |
| 粟屋謙             | 1927(昭和02)年04月26日 | 1929(昭和04)年10月09日 |      |                                                  |
| 中川健蔵           | 1929(昭和04)年10月09日 | 1931(昭和06)年12月17日 |      | 台湾総督                                         |
| 粟屋謙             | 1931(昭和06)年11月17日 | 1934(昭和09)年08月11日 |      |                                                  |
| 三辺長治           | 1934(昭和09)年08月11日 | 1936(昭和11)年06月09日 |      | 内務官僚                                         |
| 河原春作           | 1936(昭和11)年06月09日 | 1937(昭和12)年06月07日 |      |                                                  |
| 伊東延吉           | 1937(昭和12)年06月07日 | 1938(昭和13)年12月23日 |      |                                                  |
| 石黒英彦           | 1938(昭和13)年12月23日 | 1939(昭和14)年09月05日 |      |                                                  |
| 大村清一           | 1939(昭和14)年09月05日 | 1940(昭和15)年01月20日 |      | 京大法卒                                         |
| 赤間信義           | 1940(昭和15)年01月20日 | 1940(昭和15)年07月29日 |      |                                                  |
| 菊池豊三郎         | 1940(昭和15)年07月29日 | 1944(昭和19)年07月28日 |      |                                                  |
| 藤野恵             | 1944(昭和19)年07月28日 | 1945(昭和20)年06月13日 |      |                                                  |
| 河原春作           | 1945(昭和20)年06月13日 | 1945(昭和20)年08月25日 |      | 在任中に終戦                                     |
| 大村清一           | 1945(昭和20)年08月25日 | 1946(昭和21)年01月15日 |      |                                                  |
| 山崎匡輔           | 1946(昭和21)年01月15日 | 1947(昭和22)年02月10日 |      | 東大工卒                                         |
| 有光次郎           | 1947(昭和22)年02月10日 | 1948(昭和23)年10月29日 |      |                                                  |
| 井手成三           | 1948(昭和23)年10月29日 | 1949(昭和24)年03月10日 |      |                                                  |
| 伊藤日出登         | 1949(昭和24)年03月10日 | 1949(昭和24)年06月01日 |      | 京大法・東大法卒                                 |

文部事務次官
| 氏名       | 就任日                 | 退任日                 | 前職             | 備考                                                                             |
| ---------- | ---------------------- | ---------------------- | ---------------- | -------------------------------------------------------------------------------- |
| 伊藤日出登 | 1949(昭和24)年06月01日 | 1950(昭和25)年05月13日 |                  |                                                                                  |
| 剱木亨弘   | 1950(昭和25)年05月13日 | 1951(昭和26)年03月22日 |                  | 文部大臣、内閣官房副長官（政務担当）                                             |
| 日高第四郎 | 1951(昭和26)年03月22日 | 1952(昭和27)年08月15日 |                  |                                                                                  |
| 剱木亨弘   | 1952(昭和27)年08月15日 | 1953(昭和28)年02月27日 |                  |                                                                                  |
| 西崎恵     | 1953(昭和28)年02月27日 | 1953(昭和28)年08月28日 |                  |                                                                                  |
| 田中義男   | 1953(昭和28)年08月28日 | 1956(昭和31)年11月22日 |                  |                                                                                  |
| 稲田清助   | 1956(昭和31)年11月22日 | 1960(昭和35)年01月22日 |                  |                                                                                  |
| 緒方信一   | 1960(昭和35)年01月22日 | 1962(昭和37)年01月23日 |                  | 内務出身                                                                         |
| 内藤誉三郎 | 1962(昭和37)年01月23日 | 1964(昭和39)年07月01日 |                  | 文部大臣、東京文理大卒                                                           |
| 小林行雄   | 1964(昭和39)年07月01日 | 1965(昭和40)年07月31日 |                  | 内務出身                                                                         |
| 福田繁     | 1965(昭和40)年07月31日 | 1967(昭和42)年10月03日 |                  |                                                                                  |
| 齋藤正     | 1967(昭和42)年10月03日 | 1969(昭和44)年01月24日 |                  | 東大文卒                                                                         |
| 天城勲     | 1969(昭和44)年01月24日 | 1971(昭和46)年06月22日 | 大学学術局長     | 朝鮮総督府官僚出身                                                               |
| 村山松雄   | 1971(昭和46)年06月22日 | 1974(昭和49)年06月18日 |                  |                                                                                  |
| 岩間英太郎 | 1974(昭和49)年06月18日 | 1976(昭和51)年06月01日 |                  |                                                                                  |
| 木田宏     | 1976(昭和51)年06月01日 | 1978(昭和53)年06月20日 | 学術国際局長     | 京大法卒                                                                         |
| 井内慶次郎 | 1978(昭和53)年06月20日 | 1980(昭和55)年06月06日 | 学術国際局長     |                                                                                  |
| 諸澤正道   | 1980(昭和55)年06月06日 | 1982(昭和57)年07月09日 |                  |                                                                                  |
| 三角哲生   | 1982(昭和57)年07月09日 | 1983(昭和58)年07月05日 | 初等中等教育局長 |                                                                                  |
| 佐野文一郎 | 1983(昭和58)年07月05日 | 1985(昭和60)年07月09日 |                  | 東大法卒、文化庁著作権課長（1963-1970）、文化庁長官（1980-1983）1925年生2017年没 |
| 宮地貫一   | 1985(昭和60)年07月09日 | 1986(昭和61)年06月17日 |                  |                                                                                  |
| 高石邦男   | 1986(昭和61)年06月17日 | 1988(昭和63)年06月10日 | 初等中等教育局長 | リクルート事件で収賄罪に問われ有罪確定、九大法卒                                 |
| 阿部充夫   | 1988(昭和63)年06月10日 | 1990(平成02)年07月01日 |                  |                                                                                  |
| 國分正明   | 1990(平成02)年07月01日 | 1992(平成04)年07月01日 | 大臣官房長       |                                                                                  |
| 坂元弘直   | 1992(平成04)年07月01日 | 1995(平成07)年01月10日 |                  |                                                                                  |
| 野崎弘     | 1995(平成07)年01月10日 | 1996(平成08)年01月09日 |                  |                                                                                  |
| 井上孝美   | 1996(平成08)年01月09日 | 1997(平成09)年07月01日 | 初等中等教育局長 |                                                                                  |
| 佐藤禎一   | 1997(平成09)年07月01日 | 2000(平成12)年06月15日 | 大臣官房長       | 前ユネスコ大使、京大法卒                                                         |
| 小野元之   | 2000(平成12)年06月15日 | 2001(平成13)年01月06日 | 大臣官房長       | 初代文部科学事務次官、日本学術振興会理事長、教育再生会議委員、京大法卒           |

### 科学技術事務次官
（科学技術庁の事務次官。科学技術庁次長含む）
科学技術庁次長
| 氏名   | 就任日                 | 退任日                 | 出身官庁 | 前職 | 備考         |
| ------ | ---------------------- | ---------------------- | -------- | ---- | ------------ |
| 篠原登 | 1956(昭和31)年05月19日 | 1957(昭和32)年07月31日 | 逓信省   |      | 東京帝大工卒 |

科学技術事務次官
| 氏名       | 就任日                 | 退任日                 | 出身官庁   | 前職       | 備考                                                       |
| ---------- | ---------------------- | ---------------------- | ---------- | ---------- | ---------------------------------------------------------- |
| 篠原登     | 1957(昭和32)年08月01日 | 1961(昭和36)年05月26日 | 逓信省     |            | 東京帝大工卒 初代                                          |
| 鈴江康平   | 1961(昭和36)年05月26日 | 1964(昭和39)年01月17日 | 企画院     |            | 東大工・法卒                                               |
| 久田太郎   | 1964(昭和39)年01月17日 | 1964(昭和39)年11月20日 | 商工省     |            | 東大理卒                                                   |
| 井上啓次郎 | 1964(昭和39)年11月20日 | 1968(昭和43)年11月22日 |            |            | 東工大卒                                                   |
| 藤波恒雄   | 1968(昭和43)年11月22日 | 1971(昭和46)年06月22日 | 電気庁     |            | 日本原子力研究所理事長。東大工卒                           |
| 梅澤邦臣   | 1971(昭和46)年06月22日 | 1973(昭和48)年07月20日 |            |            | 北大理卒                                                   |
| 武安義光   | 1973(昭和48)年07月20日 | 1975(昭和50)年03月20日 | 電気庁     |            | 東大工卒                                                   |
| 久良知章吾 | 1975(昭和50)年03月20日 | 1977(昭和52)年07月01日 |            |            | 東大理卒                                                   |
| 伊原義徳   | 1977(昭和52)年07月01日 | 1979(昭和54)年07月03日 | 商工省     |            | 日本原子力研究所理事長。東工大卒                           |
| 大澤弘之   | 1979(昭和54)年07月03日 | 1981(昭和56)年01月16日 |            |            | 宇宙開発事業団理事長。北大理卒                             |
| 山野正登   | 1981(昭和56)年01月16日 | 1983(昭和58)年06月21日 | 通商産業省 | 科学審議官 | 宇宙開発事業団理事長。東大工卒                             |
| 石渡鷹雄   | 1983(昭和58)年06月21日 | 1984(昭和59)年10月05日 |            |            | 動力炉・核燃料開発事業団理事長、東大工卒                   |
| 下邨昭三   | 1984(昭和59)年10月05日 | 1987(昭和62)年06月23日 | 通商産業省 | 科学審議官 | 日本原子力研究所理事長。東大工卒                           |
| 内田勇夫   | 1987(昭和62)年06月23日 | 1989(平成元)年06月27日 |            |            | 宇宙開発事業団理事長。東大農卒                             |
| 中村守孝   | 1989(平成元)年06月27日 | 1991(平成03)年06月14日 | 通商産業省 |            | 科学技術振興事業団理事長、東大工卒                         |
| 石塚貢     | 1991(平成03)年06月14日 | 1992(平成04)年06月23日 | 科学技術庁 | 科学審議官 | 海洋科学技術センター理事長、科技庁生え抜き組、日大工卒     |
| 平野拓也   | 1992(平成04)年06月23日 | 1994(平成06)年07月01日 | 科学技術庁 | 科学審議官 | 海洋科学技術センター理事長、科技庁生え抜き組、大阪外大卒   |
| 村上健一   | 1994(平成06)年07月01日 | 1995(平成07)年06月30日 | 科学技術庁 | 科学審議官 | 日本原子力研究所理事長、科技庁生え抜き組、九大農卒         |
| 石田寛人   | 1995(平成07)年06月30日 | 1998(平成10)年06月30日 | 科学技術庁 | 科学審議官 | 駐チェコ大使、金沢学院大学学長、科技庁生え抜き組、東大工卒 |
| 岡崎俊雄   | 1998(平成10)年06月30日 | 1999(平成11)年11月24日 | 科学技術庁 | 科学審議官 | 日本原子力研究開発機構理事長、科技庁生え抜き組、阪大工卒   |
| 加藤康宏   | 1999(平成11)年11月24日 | 2001(平成13)年01月06日 | 科学技術庁 | 科学審議官 | 海洋研究開発機構理事長、科技庁生え抜き組、東大工卒         |

## 厚生労働事務次官
（厚生労働省の事務次官）

### 厚生事務次官（厚生次官）
（厚生省の事務次官。次官を含む）
厚生次官
- 広瀬久忠:1938(昭和13)年01月11日 - 1939(昭和14)年01月05日（初代厚生次官）
- 岡田文秀:1939(昭和14)年01月07日 - 1940(昭和15)年04月05日（内務官僚）
- 児玉政介:1940(昭和15)年04月05日 - 1941(昭和16)年03月26日（内務官僚）
- 児玉九一:1941(昭和16)年03月26日 - 1941(昭和16)年11月04日（父は児玉源太郎、兄は児玉秀雄、内務官僚）
- 武井群嗣:1941(昭和16)年11月04日 - 1944(昭和19)年04月18日（内務官僚）
- 相川勝六:1944(昭和19)年04月18日 - 1945(昭和20)年02月10日（内務官僚、厚生大臣）
- 中村敬之進:1945(昭和20)年02月13日 - 1945(昭和20)年08月22日（内務官僚、企画庁次長）
- 亀山孝一:1945(昭和20)年08月22日 - 1946(昭和21)年01月25日（内務官僚）
- 安井誠一郎:1946(昭和21)年01月25日 - 1946(昭和21)年07月23日（東京都長官・東京都知事、内務官僚）
- （心得）伊藤謹二:1946(昭和21)年07月23日 - 1946(昭和21)年08月15日（内務出身）
- 伊藤謹二:1946(昭和21)年08月15日 - 1948(昭和23)年03月16日
- 葛西嘉資:1948(昭和23)年03月16日 - 1949(昭和24)年06月01日（内務出身）

厚生事務次官

### 労働事務次官
（労働省の事務次官）

## 農林水産事務次官
（農林水産省の事務次官。農林事務次官・農商次官・農林次官・農商務次官を含む）
農商務次官
- 吉田清成:1886(明治19)年03月04日 - 1887(明治20)年07月26日（初代農商務次官）
- 花房義質:1887(明治20)年07月26日 - 1888(明治21)年11月20日（日本赤十字社社長）
- 岩村通俊:1888(明治21)年11月20日 - 1889(明治22)年12月24日（農商務大臣）
- 前田正名:1890(明治23)年01月16日 - 1890(明治23)年05月31日（貴族院議員）
- 石田英吉:1890(明治23)年07月16日 - 1891(明治24)年06月13日（貴族院議員）
- 西村捨三:1891(明治24)年06月15日 - 1893(明治26)年03月09日（内務官僚・内務省警保局長、大阪府知事）
- 斎藤修一郎:1893(明治26)年03月09日 - 1894(明治27)年01月08日
- 金子堅太郎:1894(明治27)年01月31日 - 1897(明治30)年04月10日（農商務大臣、司法大臣）
- 大石正巳:1897(明治30)年04月10日 - 1897(明治30)年11月06日
- 奥田義人:1897(明治30)年11月06日 - 1898(明治31)年05月06日（文部次官、拓殖務次官、司法大臣、東京市長）
- 藤田四郎:1898(明治31)年05月06日 - 1898(明治31)年07月05日
- 柴四朗:1898(明治31)年07月05日 - 1898(明治31)年11月08日
- 藤田四郎:1898(明治31)年11月08日 - 1900(明治33)年05月19日

農商務総務長官
- 藤田四郎:1900(明治33)年05月20日 - 1901(明治34)年06月05日
- 安広伴一郎:1901(明治34)年06月05日 - 1903(明治36)年09月03日
- 和田彦次郎:1903(明治36)年09月03日 - 1903(明治36)年12月04日

農商務次官
- 和田彦次郎:1903(明治36)年12月05日 - 1907(明治40)年08月03日
- 久米金弥:1907(明治40)年08月03日 - 1908(明治41)年07月17日
- 押川則吉:1908(明治41)年07月17日 - 1912(大正元)年12月21日
- 下岡忠治:1912(大正元)年12月21日 - 1913(大正02)年02月23日
- 橋本圭三郎:1913(大正02)年02月23日 - 1914(大正03)年04月17日（初代帝国石油株式会社総裁。法制局・大蔵官僚）
- 上山満之進:1914(大正03)年04月17日 - 1918(大正07)年10月02日
- 犬塚勝太郎:1918(大正07)年10月02日 - 1920(大正09)年06月22日（内務官僚）
- 田中隆三:1920(大正09)年06月22日 - 1922(大正11)年06月14日（文部大臣）
- 岡本英太郎:1922(大正11)年06月14日 - 1923(大正12)年12月08日（初代産業組合中央金庫理事長）
- 竹内友治郎:1923(大正12)年12月08日 - 1924(大正13)年01月09日
- 鶴見左吉雄:1924(大正13)年01月09日 - 1924(大正13)年06月11日
- 三土忠造:1924(大正13)年06月11日 - 1924(大正13)年08月12日（大正デモクラシーの中、衆議院議員から政治任用。東京高師卒）
- 中井励作:1924(大正13)年08月12日 - 1924(大正13)年12月01日（初代日本製鐵社長）
- 四条隆英:1924(大正13)年12月01日 - 1925(大正14)年03月31日（農林省と商工省に分れ、初代商工次官就任、貴族院議員）

農林次官
- 阿部寿準:1925(大正14)年04月01日 - 1929(昭和04)年07月05日（初代農林次官、内務官僚）
- 松村真一郎:1929(昭和04)年07月05日 - 1931(昭和06)年12月14日（参議院議員）
- 石黒忠篤:1931(昭和06)年12月14日 - 1934(昭和09)年07月10日（第4代産業組合中央金庫理事長 、農林大臣）
- 長瀬貞一:1934(昭和09)年07月10日 - 1937(昭和12)年05月14日
- 戸田保忠:1937(昭和12)年05月14日 - 1937(昭和12)年09月01日
- 井野碩哉:1937(昭和12)年09月01日 - 1938(昭和13)年09月03日（初代企画庁次長、農林大臣）
- 小平権一:1938(昭和13)年09月03日 - 1939(昭和14)年05月05日（衆議院議員）
- 荷見安:1939(昭和14)年05月05日 - 1940(昭和15)年08月13日（第5代産業組合中央金庫改め初代農林中金理事長）
- 井野碩哉:1940(昭和15)年08月13日 - 1941(昭和16)年06月11日
- 三浦一雄:1941(昭和16)年06月11日 - 1942(昭和17)年04月04日（農林大臣）
- 石黒武重:1942(昭和17)年04月04日 - 1943(昭和18)年10月31日（衆議院議員）

農商次官
- 石黒武重:1943(昭和18)年11月01日 - 1944(昭和19)年02月25日
- 重政誠之:1944(昭和19)年02月25日 - 1945(昭和20)年04月13日（農林大臣）
- 湯河元威:1945(昭和20)年04月13日 - 1945(昭和20)年08月22日（在任中に終戦。第2代農林中金理事長）
- 重政誠之:1945(昭和20)年08月22日 - 1945(昭和20)年08月25日

農林次官
- 重政誠之:1945(昭和20)年08月26日 - 1945(昭和20)年10月18日
- 河合良成:1945(昭和20)年10月18日 - 1946(昭和21)年01月18日（省外から招聘され就任した例。厚生大臣）
- 小浜八弥:1946(昭和21)年01月18日 - 1946(昭和21)年05月24日
- 楠見義男:1946(昭和21)年05月24日 - 1947(昭和22)年04月01日（3代目農林中金理事長、参議院議員）
- 笹山茂太郎:1947(昭和22)年04月01日 - 1948(昭和23)年07月28日（衆議院議員）
- 片柳真吉:1948(昭和23)年07月28日 - 1949(昭和24)年06月01日（4代目農林中金理事長、参議院議員）

農林事務次官
| 代 | 氏名           | 就任日                 | 退任日                 | 前職                      | 備考                                               |
| -- | -------------- | ---------------------- | ---------------------- | ------------------------- | -------------------------------------------------- |
| 1  | 片柳真吉       | 1949(昭和24)年06月01日 | 1950(昭和25)年04月01日 |                           | 第4代農林中央金庫理事長、参議院議員                |
| -  | 平川守（代行） | 1950(昭和25)年04月01日 | 1950(昭和25)年06月08日 |                           |                                                    |
| 2  | 山添利作       | 1950(昭和25)年06月08日 | 1953(昭和28)年03月26日 |                           | 農林漁業金融公庫総裁                               |
| 3  | 東畑四郎       | 1953(昭和28)年03月26日 | 1954(昭和29)年12月15日 | 食糧庁長官                | 日本穀物検定協会会長、日本銀行政策委員             |
| 4  | 平川守         | 1954(昭和29)年12月15日 | 1956(昭和31)年06月25日 |                           |                                                    |
| 5  | 清井正         | 1956(昭和31)年06月25日 | 1957(昭和32)年08月31日 | 食糧庁長官                | 農林漁業金融公庫総裁、日本中央競馬会理事長         |
| 6  | 塩見友之助     | 1957(昭和32)年08月31日 | 1959(昭和34)年09月01日 | 農林水産技術会議 事務局長 |                                                    |
| 7  | 渡部伍良       | 1959(昭和34)年09月01日 | 1960(昭和35)年12月09日 | 食糧庁長官                |                                                    |
| 8  | 小倉武一       | 1960(昭和35)年12月09日 | 1961(昭和36)年07月21日 | 農林水産技術会議 事務局長 | 政府税調会長                                       |
| 9  | 西村健次郎     | 1961(昭和36)年07月21日 | 1962(昭和37)年09月18日 | 水産庁長官                |                                                    |
| 10 | 伊東正義       | 1962(昭和37)年09月18日 | 1963(昭和38)年09月21日 | 水産庁長官                | 内閣総理大臣臨時代理、外務大臣、自由民主党総務会長 |
| 11 | 大沢融         | 1963(昭和38)年09月21日 | 1965(昭和40)年06月02日 | 食糧庁長官                | 農林漁業金融公庫総裁、日本中央競馬会理事長         |
| 12 | 斎藤誠         | 1965(昭和40)年06月02日 | 1966(昭和41)年07月29日 | 食糧庁長官                |                                                    |
| 13 | 武田誠三       | 1966(昭和41)年07月29日 | 1968(昭和43)年06月01日 | 食糧庁長官                |                                                    |
| 14 | 大口駿一       | 1968(昭和43)年06月01日 | 1969(昭和44)年11月01日 | 食糧庁長官                | 日本水産社長                                       |
| 15 | 檜垣徳太郎     | 1969(昭和44)年11月01日 | 1970(昭和45)年08月18日 | 食糧庁長官                | 郵政大臣                                           |
| 16 | 森本修         | 1970(昭和45)年08月18日 | 1972(昭和47)年08月16日 | 食糧庁長官                | 第5代農林中央金庫理事長                            |
| 17 | 亀長友義       | 1972(昭和47)年08月16日 | 1974(昭和49)年01月12日 | 食糧庁長官                | 大日本水産会長、全国農業共済協会会長、参議院議員   |
| 18 | 中野和仁       | 1974(昭和49)年01月12日 | 1975(昭和50)年09月05日 | 食糧庁長官                | 農林漁業金融公庫総裁                               |
| 19 | 三善信二       | 1975(昭和50)年09月05日 | 1976(昭和51)年11月05日 | 食糧庁長官                | 参議院議員                                         |
| 20 | 内村良英       | 1976(昭和51)年11月05日 | 1978(昭和53)年01月14日 | 水産庁長官                | 日本中央競馬会理事長、大日本水産会会長             |
| 21 | 大河原太一郎   | 1978(昭和53)年01月14日 | 1978(昭和53)年07月05日 | 食糧庁長官                | 参議院議員、村山内閣時の農林水産大臣               |

農林水産事務次官
| 代 | 氏名         | 就任日                   | 退任日                   | 前職                        | 備考                                                   |
| -- | ------------ | ------------------------ | ------------------------ | --------------------------- | ------------------------------------------------------ |
| 1  | 大河原太一郎 | 1978（昭和53）年07月05日 | 1979（昭和54）年07月20日 | 食糧庁長官                  | 参議院議員、村山内閣時の農林水産大臣                   |
| 2  | 澤邊守       | 1979（昭和54）年07月20日 | 1981（昭和56）年07月21日 | 食糧庁長官                  | 日本中央競馬会理事長                                   |
| 3  | 松本作衛     | 1981（昭和56）年07月21日 | 1983（昭和58）年07月22日 | 食糧庁長官                  | 農林漁業金融公庫総裁、農業者大学校校長                 |
| 4  | 渡辺五郎     | 1983（昭和58）年07月22日 | 1984（昭和59）年07月06日 | 食糧庁長官                  | 東大経卒、日本中央競馬会理事長                         |
| 5  | 渡辺文雄     | 1984（昭和59）年07月06日 | 1984（昭和59）年11月13日 | 水産庁長官                  | 栃木県知事                                             |
| 6  | 角道謙一     | 1984（昭和59）年11月13日 | 1986（昭和61）年06月10日 | 林野庁長官                  | 東大経卒、農林漁漁信用基金理事長、農林中央金庫理事長   |
| 7  | 石川弘       | 1986（昭和61）年06月10日 | 1988（昭和63）年01月12日 | 食糧庁長官                  | 参議院議員                                             |
| 8  | 後藤康夫     | 1988（昭和63）年01月12日 | 1989（平成元）年07月11日 | 食糧庁長官                  | 東大経卒、農林漁業信用基金理事長、農林漁業金融公庫総裁 |
| 9  | 田中宏尚     | 1989（平成元）年07月11日 | 1990（平成02）年08月01日 | 水産庁長官                  | 農業者年金基金理事長、農林漁業信用基金理事長           |
| 10 | 甕滋         | 1990（平成02）年08月01日 | 1991（平成03）年08月02日 | 林野庁長官                  |                                                        |
| 11 | 浜口義曠     | 1991（平成03）年08月02日 | 1992（平成04）年07月21日 | 食糧庁長官                  | 日本中央競馬会理事長、農林中金総合研究所理事長         |
| 12 | 京谷昭夫     | 1992（平成04）年07月21日 | 1994（平成06）年02月16日 | 食糧庁長官                  | 日本中央競馬会理事長                                   |
| 13 | 鶴岡俊彦     | 1994（平成06）年02月16日 | 1995（平成07）年07月07日 | 食糧庁長官                  | 農林漁業金融公庫総裁、農林水産長期金融協会会長         |
| 14 | 上野博史     | 1995（平成07）年07月07日 | 1997（平成09）年01月08日 | 食糧庁長官                  | 第7代農林中金理事長、「平成の米騒動」時の食糧庁長官    |
| 15 | 高橋政行     | 1997（平成09）年01月08日 | 1998（平成10）年07月03日 | 食糧庁長官                  | 日本中央競馬会理事長                                   |
| 16 | 高木勇樹     | 1998（平成10）年07月03日 | 2001（平成13）年01月06日 | 食糧庁長官                  | 農林中金総合研究所理事長、農林漁業金融公庫総裁         |
| 17 | 熊澤英昭     | 2001（平成13）年01月06日 | 2002（平成14）年01月08日 | 農林水産審議官              | 農協共済総合研究所理事長、チェコ駐箚特命全権大使       |
| 18 | 渡辺好明     | 2002（平成14）年01月08日 | 2004（平成16）年01月13日 | 水産庁長官                  | 東京教育大学卒、東京穀物商品取引所理事長               |
| 19 | 石原葵       | 2004（平成16）年01月13日 | 2006（平成18）年08月01日 | 林野庁長官                  | 日本中央競馬会副理事長                                 |
| 20 | 小林芳雄     | 2006（平成18）年08月01日 | 2007（平成19）年09月07日 | 水産庁長官                  | 農林中金総合研究所顧問、内閣官房参与                   |
| 21 | 白須敏朗     | 2007（平成19）年09月07日 | 2008（平成20）年09月19日 | 水産庁長官                  | 大日本水産会会長                                       |
| 22 | 井出道雄     | 2008（平成20）年09月19日 | 2010（平成22）年07月30日 | 林野庁長官                  | 日本中央競馬会副理事長、日本穀物検定協会会長           |
| 23 | 町田勝弘     | 2010（平成22）年07月30日 | 2012（平成24）年09月11日 | 水産庁長官                  | 日本中央競馬会副理事長                                 |
| 24 | 皆川芳嗣     | 2012（平成24）年09月11日 | 2015（平成27）年08月06日 | 林野庁長官                  | 農林中金総合研究所理事長                               |
| 25 | 本川一善     | 2015（平成27）年08月06日 | 2016（平成28）年06月17日 | 水産庁長官                  | 全国農業協同組合連合会経営管理委員                     |
| 26 | 奥原正明     | 2016（平成28）年06月17日 | 2018（平成30）年07月27日 | 経営局長                    | 日本農業法人協会顧問                                   |
| 27 | 末松広行     | 2018（平成30）年07月27日 | 2020（令和02）年08月03日 | 経済産業省 産業技術環境局長 | 株式会社ミダスキャピタル顧問                           |
| 28 | 枝元真徹     | 2020（令和02）年08月03日 | 2022（令和04）年06月28日 | 大臣官房長                  | 株式会社新日本科学顧問                                 |
| 29 | 横山紳       | 2022（令和04）年06月28日 | 2024（令和06）年07月05日 | 大臣官房長                  |                                                        |
| 30 | 渡邊毅       | 2024（令和06）年07月05日 |                          | 大臣官房長                  |                                                        |

## 経済産業事務次官
（経済産業省の事務次官。通商産業事務次官・軍需次官・商工次官を含む）
経済産業事務次官
商工次官
- 四条隆英:1925(大正14)年04月01日 - 1929(昭和04)年04月10日（農商務次官改め初代商工次官（農林省と商工省に分離））
- 三井米松:1929(昭和04)年04月10日 - 1930(昭和05)年07月02日（東大文・東大法卒）
- 田島勝太郎:1930(昭和05)年07月02日 - 1931(昭和06)年12月21日
- 吉野信次:1931(昭和06)年12月21日 - 1936(昭和11)年10月07日（商工大臣、運輸大臣）
- 竹内可吉:1936(昭和11)年10月07日 - 1936(昭和11)年12月22日（のち企画院総裁）、第三代軍需次官（商工次官改め、1944(昭和19)年7月28日～1945(昭和20)年4月10日初代軍需次官岸、二代・四代椎名）として再任
- 村瀬直養:1936(昭和11)年12月22日 - 1939(昭和14)年10月19日（商工中金理事長）
- 岸信介:1939(昭和14)年10月19日 - 1941(昭和16)年01月04日（商工大臣、国務大臣兼軍需次官、内閣総理大臣）
- 小島新一:1941(昭和16)年01月04日 - 1941(昭和16)年10月21日（八幡製鐵社長、経団連副会長）
- 椎名悦三郎:1941(昭和16)年10月21日 - 1943(昭和18)年10月08日（自由民主党副総裁。三木総理選出の「椎名裁定」で知られる）
- （兼務）岸信介:1943(昭和18)年10月08日 - 1943(昭和18)年10月31日

軍需次官
商工次官
- 椎名悦三郎:1945(昭和20)年08月26日 - 1945(昭和20)年10月12日
- 豊田雅孝:1945(昭和20)年10月12日 - 1946(昭和21)年06月14日（商工中金理事長）
- 奥田新三:1946(昭和21)年06月14日 - 1947(昭和22)年02月12日（セントラル硝子社長・会長）
- 岡松成太郎:1947(昭和22)年02月12日 - 1948(昭和23)年11月08日（北海道電力社長・会長）
- 松田太郎:1948(昭和23)年11月08日 - 1949(昭和24)年05月24日

通商産業次官
- 山本高行:1949(昭和24)年05月25日 - 1949(昭和24)年06月01日（初代通商産業事務次官）

通商産業事務次官

## 国土交通事務次官

### 建設事務次官
（建設院総務長官を含む） 

### 国土事務次官
（国土庁の事務次官）

### 北海道開発事務次官
（北海道開発庁の次長・事務次官）

### 運輸事務次官
（運輸省の事務次官。運輸通信次官・鉄道次官・鉄道院副総裁を含む）
帝国鉄道庁副総裁
- （兼務）山之内一次:1907(明治40)年04月01日 - 1908(明治41)年12月05日

鉄道院副総裁
- 平井晴二郎:1908(明治41)年12月05日 - 1913(大正02)年05月12日
- 野村龍太郎:1913(大正02)年05月12日 - 1913(大正02)年12月22日（南満州鉄道総裁）
- 古川阪次郎:1913(大正02)年12月22日 - 1917(大正06)年05月24日
- 中村是公:1917(大正06)年05月24日 - 1918(大正07)年04月23日（南満州鉄道総裁、東京市長）
- 長谷川謹介:1918(大正07)年04月26日 - 1918(大正07)年09月18日
- 石丸重美:1918(大正07)年10月01日 - 1920(大正09)年05月15日

鉄道次官
| 氏名       | 就任日                 | 退任日                 | 前職           | 備考                                                             |
| ---------- | ---------------------- | ---------------------- | -------------- | ---------------------------------------------------------------- |
| 石丸重美   | 1920(大正09)年05月15日 | 1923(大正12)年09月08日 | 鉄道院副総裁   | 貴族院議員                                                       |
| 中川正左   | 1923(大正12)年09月08日 | 1924(大正13)年01月09日 | 鉄道省運輸局長 | 東京地下鉄道副社長                                               |
| 岡野昇     | 1924(大正13)年01月09日 | 1924(大正13)年06月14日 | 鉄道省工務局長 | 西武鉄道副社長、阪神急行電鉄顧問                                 |
| 早速整爾   | 1924(大正13)年06月14日 | 1924(大正13)年08月12日 |                | 政治任用                                                         |
| 青木周三   | 1924(大正13)年08月12日 | 1926(大正15)年10月16日 | 鉄道省経理局長 | 貴族院議員                                                       |
| 八田嘉明   | 1926(大正15)年10月16日 | 1929(昭和04)年07月04日 |                | 貴族院議員、鉄道大臣、商工大臣、南満州鉄道副総裁、東武鉄道会長   |
| 青木周三   | 1929(昭和04)年07月04日 | 1931(昭和06)年07月12日 |                | 貴族院議員をへて再任。                                           |
| 久保田敬一 | 1931(昭和06)年09月12日 | 1934(昭和09)年08月04日 | 鉄道省運輸局長 | 帝国鉄道協会理事、貴族院議員、東京オリンピック組織委員会事務局長 |
| 喜安健次郎 | 1934(昭和09)年08月04日 | 1940(昭和15)年08月06日 | 鉄道省監督局長 | 帝都高速度交通営団総裁                                           |
| 鈴木清秀   | 1940(昭和15)年08月06日 | 1941(昭和16)年12月23日 | 鉄道省監督局長 | 帝都高速度交通営団総裁                                           |
| 長崎惣之助 | 1941(昭和16)年12月23日 | 1943(昭和18)年10月31日 | 鉄道省運輸局長 | 運輸通信省鉄道総局長官、運輸通信次官、国鉄総裁                   |

運輸次官
- 長崎惣之助:1945(昭和20)年05月19日 - 1945(昭和20)年08月25日
- 平山孝:1945(昭和20)年08月25日 - 1947(昭和22)年02月01日
- 佐藤栄作:1947(昭和22)年02月01日 - 1948(昭和23)年03月20日（内閣総理大臣）
- 伊能繁次郎:1948(昭和23)年03月20日 - 1948(昭和23)年04月30日（防衛庁長官）
- 下山定則:1948(昭和23)年04月30日 - 1949(昭和24)年06月01日（国鉄総裁。下山事件参照）

運輸事務次官

## 環境事務次官
（環境庁・環境省の環境事務次官） 

## 防衛事務次官
（警察予備隊本部次長・保安庁次長・防衛庁次長・防衛庁時代の防衛事務次官含む）

## 宮内庁長官
（宮内庁長官。宮内府長官、宮内次官を含む） 
宮内庁長官
宮内次官
- 吉井友実:1886(明治19)年02月05日 - 1891(明治24)年03月11日（初代宮内次官）
- 花房義質:1891(明治24)年03月11日 - 1895(明治28)年07月16日
- 田中光顕:1895(明治28)年07月16日 - 1897(明治30)年12月02日
- 堤正誼:1897(明治30)年12月02日 - 1898(明治31)年03月11日
- 川口武定:1898(明治31)年03月11日 - 1901(明治34)年11月30日
- 花房義質:1901(明治34)年11月30日 - 1903(明治36)年08月05日
- （兼務）花房義質:1903(明治36)年08月05日 - 1909(明治42)年06月16日
- 渡辺千秋:1909(明治42)年06月16日 - 1910(明治43)年04月01日
- 河村金五郎:1910(明治43)年04月05日 - 1915(大正04)年08月12日
- 石原健三:1915(大正04)年08月12日 - 1921(大正10)年03月09日
- 関屋貞三郎:1921(大正10)年03月09日 - 1933(昭和08)年02月25日
- 大谷正男:1933(昭和08)年02月25日 - 1936(昭和11)年05月06日
- 白根松介:1936(昭和11)年05月06日 - 1945(昭和20)年06月06日
- 大金益次郎:1945(昭和20)年06月06日 - 1946(昭和21)年05月03日
- 加藤進:1946(昭和21)年05月03日 - 1947(昭和22)年05月03日

宮内府長官

## 金融庁長官
（金融庁長官。金融監督庁長官含む） 

## 警察庁長官
（警察庁長官。国家地方警察本部長官含む）
国家地方警察本部長官
- 斎藤昇:1948(昭和23)年03月07日 - 1954(昭和29)年06月30日

警察庁長官

## 消費者庁長官
（消費者庁の長官）

## 会計検査院事務総長
（会計検査院事務総局の総長。検査官及び会計検査院長は含めない。）

## 陸軍次官
（陸軍省の次官・総務長官）
陸軍次官
- 桂太郎少将:1886(明治19)年03月16日 - 1891(明治24)年06月01日（初代陸軍次官、内閣総理大臣）
- 岡沢精少将:1891(明治24)年06月01日 - 1892(明治25)年08月23日（初代侍従武官長）
- 児玉源太郎少将:1892(明治25)年08月23日 - 1898(明治31)年01月14日（陸軍大臣、内務大臣、文部大臣、参謀総長。日露戦争・旅順攻囲戦の立役者）
- 中村雄次郎少将:1898(明治31)年01月14日 - 1900(明治33)年05月20日（4代目南満州鉄道総裁）

陸軍総務長官
- 中村雄次郎 少将:1900(明治33)年05月20日 - 1902(明治35)年04月17日
- 石本新六少将:1902(明治35)年04月17日 - 1903(明治36)年12月05日（陸軍大臣）

陸軍次官
- 石本新六 少将:1903(明治36)年12月05日 - 1911(明治44)年09月01日
- 岡市之助少将:1911(明治44)年09月01日 - 1913(大正02)年05月07日（陸軍大臣）
- 本郷房太郎中将:1913(大正02)年05月07日 - 1914(大正03)年04月17日
- 大島健一中将:1914(大正03)年04月17日 - 1916(大正05)年03月30日（陸軍大臣）
- 山田隆一少将:1916(大正05)年03月31日 - 1918(大正07)年10月10日
- 山梨半造中将:1918(大正07)年10月10日 - 1921(大正10)年06月09日（陸軍大臣）
- 尾野実信中将:1921(大正10)年06月11日 - 1922(大正11)年05月10日
- 児島惣次郎中将:1922(大正11)年05月13日 - 1922(大正11)年10月18日死去
- 白川義則中将:1922(大正11)年10月20日 - 1923(大正12)年10月10日（陸軍大臣）
- 宇垣一成中将:1923(大正12)年10月10日 - 1924(大正13)年01月07日（陸軍大臣）
- 津野一輔中将:1924(大正13)年01月07日 - 1926(大正15)年07月28日
- 畑英太郎中将:1926(大正15)年07月28日 - 1928(昭和03)年08月10日（関東軍司令官）
- 阿部信行中将:1928(昭和03)年08月10日 - 1930(昭和05)年06月16日（内閣総理大臣）
- （心得）杉山元少将:1930(昭和05)年06月16日 - 1930(昭和05)年08月01日（陸軍大臣、参謀総長）
- 杉山元 中将:1930(昭和05)年08月01日 - 1932(昭和07)年02月29日
- 小磯国昭中将:1932(昭和07)年02月29日 - 1932(昭和07)年08月08日（内閣総理大臣）
- 柳川平助中将:1932(昭和07)年08月08日 - 1934(昭和09)年08月01日（司法大臣。日中戦争(支那事変)・杭州湾上陸作戦で知られる）
- 橋本虎之助中将:1934(昭和09)年08月01日 - 1935(昭和10)年09月21日
- 古荘幹郎中将:1935(昭和10)年09月21日 - 1936(昭和11)年03月23日
- 梅津美治郎中将:1936(昭和11)年03月23日 - 1938(昭和13)年05月30日（参謀総長。戦艦ミズーリでの降伏調印大本営全権）
- 東條英機中将:1938(昭和13)年05月30日 - 1938(昭和13)年12月10日（内閣総理大臣）
- 山脇正隆中将:1938(昭和13)年12月10日 - 1939(昭和14)年10月14日
- 阿南惟幾中将:1939(昭和14)年10月14日 - 1941(昭和16)年04月10日（陸軍大臣。終戦後に割腹自刃）
- 木村兵太郎中将:1941(昭和16)年04月10日 - 1943(昭和18)年03月11日（太平洋戦争(大東亜戦争)開戦時の陸軍次官、そのため東京裁判で絞首刑）
- 富永恭次中将:1943(昭和18)年03月11日 - 1944(昭和19)年08月30日
- 柴山兼四郎中将:1944(昭和19)年08月30日 - 1945(昭和20)年07月18日
- 若松只一中将:1945(昭和20)年07月18日 - 1945(昭和20)年11月01日（在任中終戦。実質上「最後の陸軍次官」）
- 原守中将:1945(昭和20)年11月01日 - 1945(昭和20)年11月30日

## 海軍次官
（海軍省の次官・総務長官）

## 拓殖務次官
（拓殖務省の次官）
- 北垣国道:1896(明治29)年04月03日 - 1897(明治30)年07月16日（初代拓殖務次官）
- 奥田義人:1897(明治30)年07月16日 - 1897(明治30)年09月02日（文部次官、法制局長官、中央大学学長）

## 拓務次官
（拓務省の次官）
- 小村欣一:1929(昭和04)年06月10日 - 1930(昭和05)年12月31日（初代拓務次官就任。外務官僚）
- 堀切善次郎:1930(昭和05)年12月31日 - 1932(昭和07)年05月27日
- 河田烈:1932(昭和07)年05月27日 - 1934(昭和09)年07月10日（大蔵次官）
- 坪上貞二:1934(昭和09)年07月10日 - 1935(昭和10)年01月19日（外務官僚、東京高商卒）
- 入江海平:1935(昭和10)年01月19日 - 1937(昭和12)年05月14日
- 萩原彦三:1937(昭和12)年05月14日 - 1939(昭和14)年04月15日
- 田中武雄:1939(昭和14)年04月15日 - 1940(昭和15)年10月09日（内閣書記官長、内務官僚、明大卒）
- 北島謙次郎:1940(昭和15)年10月09日 - 1941(昭和16)年12月26日（大蔵官僚）
- 植場鉄三:1941(昭和16)年12月26日 - 1942(昭和17)年11月01日

## 大東亜次官
（大東亜省の次官）
| 氏名     | 就任日                 | 退任日                 | 出身官庁 | 前職             | 備考                                  |
| -------- | ---------------------- | ---------------------- | -------- | ---------------- | ------------------------------------- |
| 山本熊一 | 1942(昭和17)年11月01日 | 1944(昭和19)年08月23日 | 外務省   | 外務次官         | タイ公使：1944(昭和19)-1945(昭和20)年 |
| 竹内新平 | 1944(昭和19)年08月23日 | 1945(昭和20)年04月01日 | 大蔵省   | 大東亜省総務局長 | 阿波丸事件で死亡                      |
| 田尻愛義 | 1945(昭和20)年05月13日 | 1945(昭和20)年08月26日 | 外務省   |                  | 外務次官：1945(昭和20)-1946(昭和21)年 |